# Aloe peacockii
Aloe peacockii é uma espécie de liliopsida do gênero Aloe, pertencente à família Asphodelaceae.